# Wet op de parlementaire enquête 2008
De Nederlandse Wet op de parlementaire enquête 2008 (WPE 2008), ingegaan op 9 mei 2008, is de opvolger van de Wet op de Parlementaire Enquête van 5 augustus 1850. De oude wet is met deze nieuwe wet gemoderniseerd, onder meer met het oog op de uitbreiding en verduidelijking van de bevoegdheden van de enquêtecommissie en met het oog op de verbetering en verduidelijking van de positie van personen die verplicht zijn tot medewerking aan een parlementaire enquête, de samenloop met ander onderzoek en de regeling van de openbaarheid dan wel vertrouwelijkheid bij een parlementaire enquête.
Op hoofdlijn regelt de wet het volgende:
- In de wet wordt verstaan onder Kamer: Eerste Kamer, Tweede Kamer of de Staten-Generaal in verenigde vergadering.
- De Kamer kan op voorstel van één of meer leden besluiten een parlementaire enquête te houden.
- Een parlementaire enquête wordt uitgevoerd door een commissie van de Kamer.
- Het besluit tot het houden van een parlementaire enquête bevat een omschrijving van het onderwerp waarop de parlementaire enquête betrekking zal hebben. De Kamer kan, al dan niet op voorstel van de commissie die de parlementaire enquête verricht, de omschrijving wijzigen.
- De Kamer benoemt de leden van de commissie uit haar midden. De Kamer kan een lid van de commissie, al dan niet op zijn verzoek, in zijn hoedanigheid van lid van de commissie ontslaan.
- De voorzitter van de Kamer doet van de besluiten, bedoeld in dit artikel, mededeling in de Staatscourant.

In de wet zijn de bevoegdheden van de commissie vastgelegd.
De positie van personen die verplicht zijn medewerking te verlenen aan een parlementaire enquête wordt behandeld. Daarnaast komen aan de orde:
- dwangmiddelen en verschoningsgronden,
- de verhouding tot andere procedures,
- de beëindiging van een parlementaire enquête en het einde van het lidmaatschap van de commissie,
- openbaarheid en vertrouwelijkheid van documenten.

De Parlementaire Enquêtecommissie Financieel Stelsel was de eerste enquêtecommissie die gewerkt heeft met de nieuwe Wet op de parlementaire enquête. In haar rapport aan de Kamer deed ze de aanbeveling om, gelet op de ervaringen van de commissie, te kijken naar mogelijke verbeteringen en aanscherpingen van de Wet op de parlementaire enquête 2008 en het Reglement van Orde van de Tweede Kamer. De Kamer heeft op 3 december 2013 besloten daartoe een tijdelijke commissie evaluatie Wet op de Parlementaire Enquête (TCEWPE) in te stellen. De commissie is op 1 april 2014 ingesteld. In haar constituerende vergadering op 10 april 2014 heeft de commissie Ronald van Raak (SP) gekozen als voorzitter. De TCEWPE wordt daarom ook de commissie-Van Raak genoemd.

## Parlementaire ondervraging
De commissie stelt een Tijdelijk protocol parlementaire ondervraging voor. Een parlementaire ondervraging is daarbij een verkorte versie van de parlementaire enquête, ook wel parlementaire mini-enquête genoemd. Toepassing van het protocol vergt geen aanpassing van de wet of het Reglement van Orde; formeel is een parlementaire ondervraging een parlementaire enquête.